# Communauté de communes Aubrac, Carladez et Viadène
La communauté de communes Aubrac, Carladez et Viadène est, à partir du 1er janvier 2017, une communauté de communes française située dans le département de l'Aveyron, en région Occitanie.

## Historique
Cette communauté de communes naît de la fusion, le 1er janvier 2017, de la communauté de communes Aubrac-Laguiole, de la communauté de communes de l'Argence,de la communauté de communes du Carladez et de la communauté de communes de la Viadène. Son siège est fixé à Laguiole.
Créée sous le nom de "communauté de communes Aubrac et Carladez", elle adopte son nouveau nom le 18 octobre 2017.

## Territoire communautaire

### Composition
La communauté de communes est composée des 21 communes suivantes :

| Nom                           | Code Insee | Gentilé             | Superficie (km2) | Population (dernière pop. légale) | Densité (hab./km2) |
| ----------------------------- | ---------- | ------------------- | ---------------- | --------------------------------- | ------------------ |
| Laguiole (siège)              | 12119      | Laguiolais          | 63,06            | 1 215 (2022)                      | 19                 |
| Argences en Aubrac            | 12223      |                     | 151,78           | 1 597 (2022)                      | 11                 |
| Brommat                       | 12036      | Brommatiens         | 43,28            | 632 (2022)                        | 15                 |
| Campouriez                    | 12048      | Campouriéziens      | 18,38            | 330 (2022)                        | 18                 |
| Cantoin                       | 12051      | Cantoinais          | 42,37            | 312 (2022)                        | 7,4                |
| Cassuéjouls                   | 12058      | Cassuéjouliens      | 10,35            | 106 (2022)                        | 10                 |
| Condom-d'Aubrac               | 12074      | Condomiens          | 46,08            | 289 (2022)                        | 6,3                |
| Curières                      | 12088      | Curiérois           | 36,06            | 214 (2022)                        | 5,9                |
| Florentin-la-Capelle          | 12103      | Florentinais        | 36,8             | 281 (2022)                        | 7,6                |
| Huparlac                      | 12116      | Huparlacois         | 24,7             | 252 (2022)                        | 10                 |
| Lacroix-Barrez                | 12118      | Crucibarréziens     | 28,01            | 531 (2022)                        | 19                 |
| Montézic                      | 12151      | Montézicois         | 18,87            | 226 (2022)                        | 12                 |
| Montpeyroux                   | 12156      | Montepéroutins      | 61,71            | 519 (2022)                        | 8,4                |
| Mur-de-Barrez                 | 12164      | Barreziens          | 20,18            | 685 (2022)                        | 34                 |
| Murols                        | 12166      | Muroliens           | 13,9             | 102 (2022)                        | 7,3                |
| Saint-Amans-des-Cots          | 12209      | Saint-Amanéens      | 41,51            | 732 (2022)                        | 18                 |
| Saint-Chély-d'Aubrac          | 12214      | Saint-Chélyens      | 78,65            | 517 (2022)                        | 6,6                |
| Saint-Symphorien-de-Thénières | 12250      | Saint-Symphoriénois | 31,63            | 219 (2022)                        | 6,9                |
| Soulages-Bonneval             | 12273      | Soulageois          | 15,16            | 302 (2022)                        | 20                 |
| Taussac                       | 12277      | Taussacois          | 39,3             | 508 (2022)                        | 13                 |
| Thérondels                    | 12280      | Thérondéliens       | 38,47            | 359 (2022)                        | 9,3                |

### Démographie
| 1968   | 1975   | 1982   | 1990   | 1999   | 2009   | 2014   | 2020   |
| ------ | ------ | ------ | ------ | ------ | ------ | ------ | ------ |
| 14 580 | 13 312 | 13 039 | 12 001 | 11 049 | 10 717 | 10 280 | 10 053 |

## Administration

### Siège
Le siège de la communauté de communes est situé à Laguiole.

### Les élus
Le conseil communautaire de la communauté de communes Aubrac, Carladez et Viadène se compose de 32 conseillers représentant chacune des communes membres et élus pour une durée de six ans.
Ils sont répartis comme suit :
| Nombre de conseillers | Communes                                     |
| --------------------- | -------------------------------------------- |
| 6                     | Argences en Aubrac                           |
| 4                     | Laguiole                                     |
| 2                     | Brommat, Mur-de-Barrez, Saint-Amans-des-Cots |
| 1 (+1 suppléant)      | les 16 autres communes                       |

### Présidence
| Période | Période  | Identité      | Étiquette | Qualité                                                                                      |
| ------- | -------- | ------------- | --------- | -------------------------------------------------------------------------------------------- |
| 2017    | 2020     | Annie Cazard  | DVD       | Conseillère communautaire de Murols Conseillère départementale (canton d'Aubrac et Carladez) |
| 2020    | En cours | Jean Valadier |           | maire d'Argences en Aubrac (2016 → )                                                         |

### Régime fiscal et budget
Le régime fiscal de la communauté de communes est la fiscalité professionnelle unique (FPU).